# CC (Catalunya)
CC va ser un col·lectiu en què cristal·litzà l'any 1954 el nou catolicisme catalanista de postguerra que havia començat a prendre forma entre 1942 i 1953 en el Grup Torras i Bages. Segons el seu fundador, Frederic Roda i Pérez, les sigles eren eufòniques sense cap correspondència, però s'han identificat habitualment com Cristians Catalans, Catòlics Catalans o Crist i Catalunya. Els mateixos membres s'identificaven més propensos a la primera o la segona C (catequisme o catalanisme).

## Trajectòria

### Inicis
Creat l'abril de 1954, fou concebut com una plataforma parapolítica, com un espai de trobada, de formació, de sensibilització i mobilització de joves de classe mitjana procedents de l'escoltisme, Acció Catòlica, Lliga Espiritual de la Mare de Déu de Montserrat i d'Acadèmia de Llengua Catalana. Va tenir com a mentor en Raimon Galí i el patronatge de l'abat de Montserrat, Aureli M. Escarré. No hi ha acord entre els militants mateixos sobre quin era el nom real del grup: les versions més acceptades són Crist Catalunya i Cristians Catalans, tot i que sempre es feia referència al moviment per les inicials, es parlava del CC.

### Evolució
Frederic Roda en fou dirigent fins al 1957, quan fou substituït per Xavier Muñoz i Pujol, que encapçalà el grup fins a la seva ruptura, que es produí cap al 1962. L'ideòleg principal del moviment els primers anys fou Raimon Galí i Herrera. A més, hi havia un consell de govern integrat per Jordi Pujol i Soley, Jaume Nualart i Maymí i Eduard Castellet, entre d'altres; alguns procedien del món universitari. A més del consell de govern, hi havia un grup d'estudis, un grup social i un altre adreçat a la difusió del moviment a les diferents comarques. Entre el 1958 i el 1962 s'intensificà al si del grup d'estudis el debat entre les sensibilitats més confessional i més social. Alguns membres passaren a l'activisme i organitzaren les protestes de l'afer Galinsoga i els fets del Palau de la Música. Posteriorment el grup es dividí quan els partidaris de Jordi Pujol, fidels al caràcter confessional i catalanista inicial, quedaren en clara minoria. El sector majoritari del CC aprofundí en l'ideari social i renuncià en part a les bases religioses. Aquest grup, encapçalat ideològicament per Antoni Pérez González, elaborà un nou programa que fou aprovat per la majoria dels militants i del consell de govern, dirigit per Xavier Muñoz. El grup encapçalat per Jordi Pujol abandonà el moviment. A partir d'aleshores el CC prengué la denominació de Comunitat Catalana i es decantà per les idees socialistes, inspirades pel marxisme. Així, la qüestió nacional va perdre pes en benefici del caràcter social del moviment. El 1964 Comunitat Catalana es transformà en Partit Força Socialista Federal, que es dissolgué el 1968.

### Primers membres
Segons l'historiador Hilari Raguer i Suñer els primers components de grup foren: Frederic Roda i Pérez, Jordi Pujol, Xavier Muñoz i Pujol, Jordi Bonet i Armengol, Jaume Carner, Jaume Nualart i Maymí, Francesc Vilanova, Josep Pereña, Ferran Llopis i Francesc Serra Cantarell. Però els testimonis recollits a la web https://memoriafsf.wordpress.com/ esmenten entre els membres més destacats del grup, a més dels ideòlegs principals en les dues etapes del moviment, Raimon Galí i Antoni Pérez, i dels ja esmentats F. Roda, J. Pujol, X. Muñoz i J. Nualart, els dirigents i militants següents: Carles Monner, Josep Maria Novell, mossèn Josep Maria Bardés, Jaume Casajoana, Josep Espar, Joan Rion, mossèn Josep Bigordà, Joaquim Bou, Antoni Mirada, Joan Bosch, Miquel Xancó, Joan Laporta, Romà Fuster, Emili Boix, Manuel Ibáñez Escofet, Francesc Vila Abadal, Ramon Batlle, Lluís Maria Sunyer, Ildefons Valls, Guillem Armora, Victor Seix, Jaume Lorés, Joan Anton Benach i Josep Maria Almeda, entre d'altres.